# Наталия Алексеевна
Наталия Алексеевна, родена като Вилхелмина Луиза фон Хесен-Дармщат, е пруска принцеса и велика руска княгиня, първа съпруга на бъдещия император Павел I.

## Живот
Дъщеря е на германския принц Лудвиг IX фон Хесен-Дармщат и принцеса Каролина фон Пфалц-Цвайбрюкен.
През 1773 г. руската императрица Екатерина Велика търси съпруга на сина си Павел. За целта тя се обръща към пруския крал Фридрих II, който ѝ препоръчва една от дъщерите на Лудвиг IX фон Хесен-Дармщат. Неспособна да прецени коя от трите е по-подходяща, Екатерина кани тях и майка им да посетят Русия.
Два дена след пристигането им в Петербург, великият княз Павел избира Вилхелмина за своя съпруга. Принцесата приема православието и променя името си на Наталия Алексеевна. Двамата са венчани на 29 септември 1773 г. Като съпруга на престолонаследника Наталия получава титлата велика руска княгиня.
Великата княгиня Наталия Алексеевна умира на 15 април 1776 г. при раждането на първото си дете поради лекарска грешка.